# Gruß

Übersetzungen des Wortes „Willkommen“ findet man an vielen Orten, die von Ausländern oder Touristen besucht werden, um Menschen aller Nationalitäten willkommen zu heißen

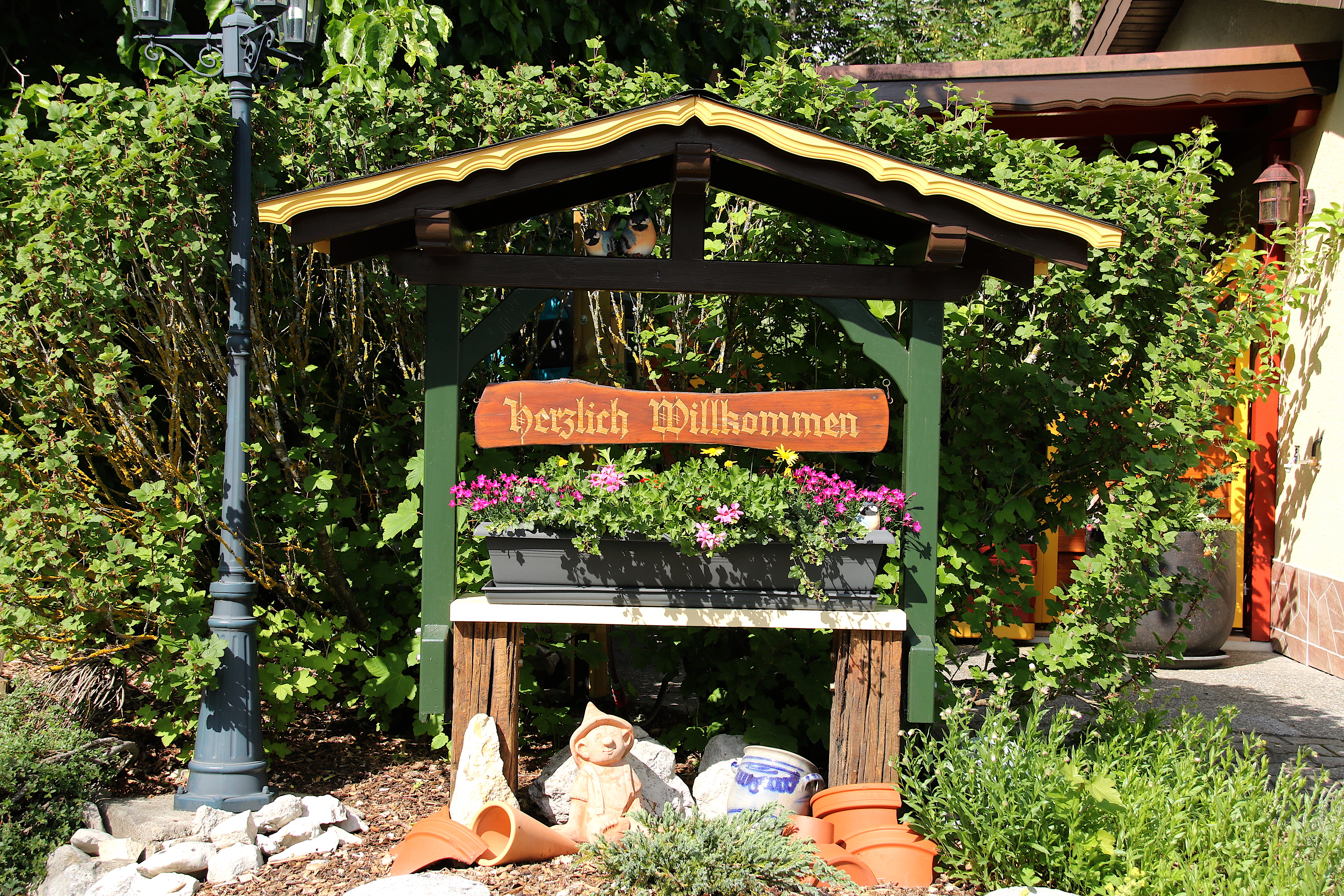
Willkommensschild eines Restaurants bei Tieringen, Deutschland (2018)

Der Gruß, die Begrüßungsformel, Begrüßungsfloskel, Abschiedsformel und Abschiedsfloskel, ist eine formalisierte oder ritualisierte Geste, Floskel oder ein anderes Ausdrucksmittel zum Einleiten bzw. Abschließen eines Kontaktes. Dadurch unterscheidet man formal zwischen mehr gestischen Grußäußerungen und versprachlichten bzw. verschriftlichten Grußformeln in der zwischenmenschlichen Interaktion.
Die Bezeichnung ist zurückgebildet aus dem Verb grüßen, welches auf das westgermanische grotjan – „zum Reden bringen, sprechen machen“ – zurückgeht. Bestimmte Gesten zeigen die Zugehörigkeit zu bestimmten Gesellschaften, Vereinen oder Bewegungen an.
Mit dem Gruß demonstriert der Grüßende seine Sicht der Beziehung zum Gegrüßten. Die Grußformen sind abhängig von Kultur, Zeit und Mode.

## Persönliche Kontakte
Bei persönlichen Kontakten wird verbal oder gestisch gegrüßt.

### Knigge-gerechtes Grüßen und Begrüßen

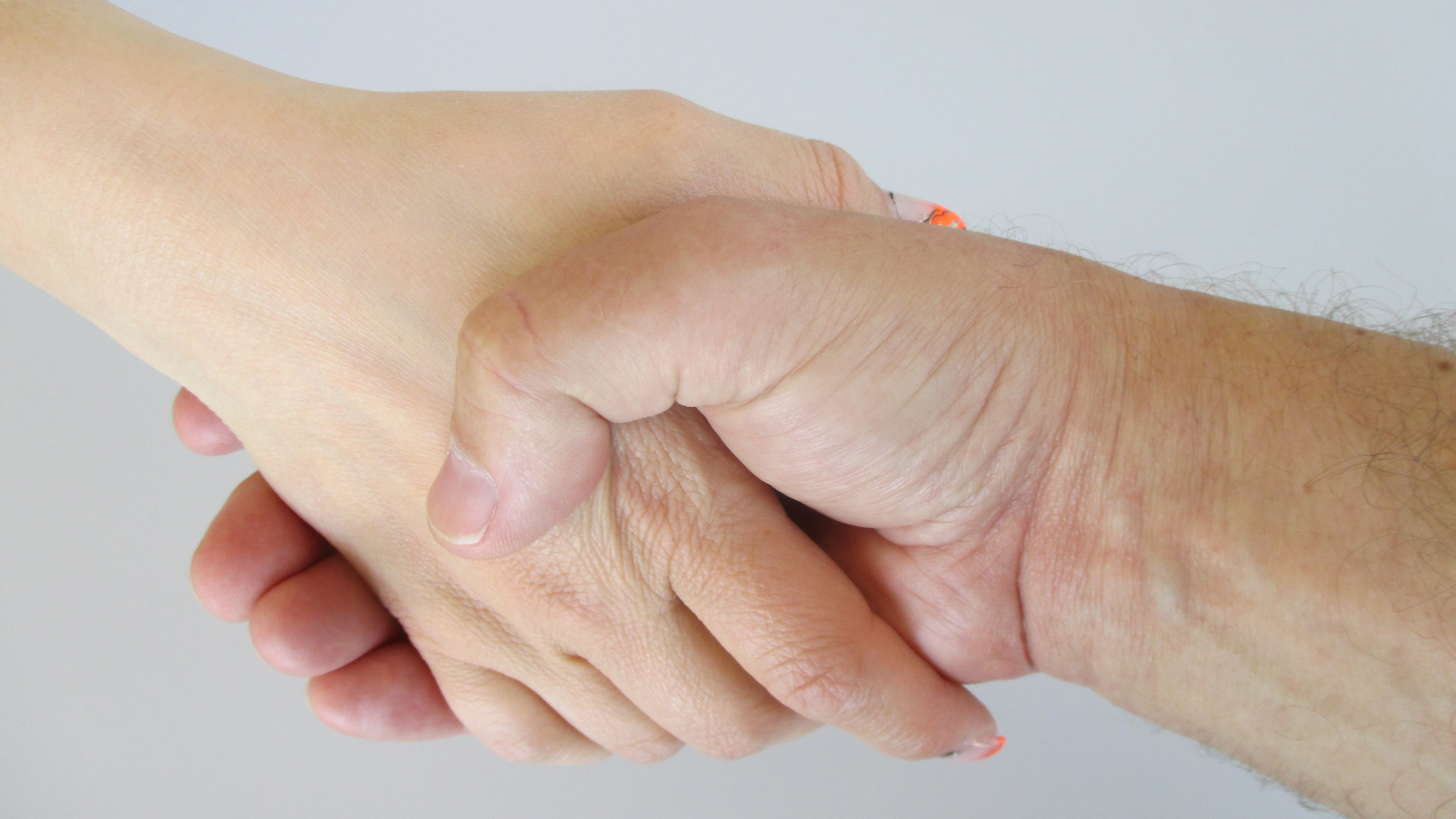
Knigge-gerechtes Begrüßen mit Handschlag zwischen Frau und Mann

Im westlichen Kulturkreis gibt es verschiedene Regelwerke, die Normen über etikettegerechte Verhaltensweisen enthalten; in ihnen wird auch das regional unterschiedliche Grüßen und Begrüßen beschrieben. Bei einer Begrüßung kommt es demzufolge im Gegensatz zu einem Gruß zum Körperkontakt, vornehmlich in Form von Händeschütteln. Ausgenommen von dem Kontaktgebot sind kollektive Begrüßungen einer Gruppe durch einen Redner. Auch gilt ein Verhalten nur dann als etikettegerecht, wenn der Rangniedere den Ranghöheren, ein Herr die Dame, der Jüngere den Älteren, der Gastgeber den Gast zuerst grüßt etc. Einen „grußberechtigten“ Menschen, der von dem Betreffenden nachweislich gesehen und erkannt wurde, nicht zu grüßen gilt im westlichen Kulturkreis als Unhöflichkeit. Insofern gibt es auch im Zivilleben in gewisser Weise eine „Grußhöflichkeit“.
Neben Regeln für das Zusammentreffen von Personen gibt es auch Regeln für förmliche Verabschiedungen. Benimmbücher, in denen entsprechende Begrüßungs-, Verabschiedungs- und andere Regeln nachgelesen werden können, werden im deutschsprachigen Raum nach Adolph Knigges Hauptwerk Über den Umgang mit Menschen „Knigge“ genannt. Diese Bezeichnung wird im Internetzeitalter auch für Online-Regelwerke benutzt.

### Sprache
Verbal geäußerte Grüße sind zum Beispiel „Guten Tag!“, „Tag!“, „Hallo!“, „Grüß Gott!“, „Grüß dich!“ bzw. „Grüß Sie!“, „Grieß Eahna!“ und „Griaß Eich“ im Bairischen und in Österreich, sowie „Grüezi!“, „Grüessech!“ (in Teilen der deutschsprachigen Schweiz), „Servus!“, „Valet!“, „Diener!“ (wird im Itzgründischen benutzt), „Salve!“, „Heil!“, „Ave!“, „Moin!“, „Ahoi!“ „Willkommen!“, „Mahlzeit!“, „Glück auf!“, „Gude!“, „Peace!“, „Salut!“, „High five“ oder „Hi!“. Auch das aus dem Italienischen stammende „Ciao!“ hat sich im deutschen Sprachbereich eingebürgert, ebenso wie das französische Adieu, wenn auch in anderer Bedeutung, nämlich fast ausschließlich als Abschiedsgruß, etwa wie Tschüss.
Ist der Gruß tageszeitabhängig (z. B. „Gute Nacht!“), spricht man von einem Tagesgruß. Im Lötschental und im Goms (Kanton Wallis, Schweiz) wechselt der Gruß gleich viermal: Von frühmorgens bis etwa 8 Uhr gilt „Guätä Morgä!“, danach bis um Mittag „güätä Tag wohl!“. Nach dem Mittagessen bis ca. 20 Uhr wird man mit „Guätä Abe!“ begrüßt. Später gilt „Guet Nacht wohl!“
Manche Grüße gelten sowohl für die Begrüßung wie auch für die Verabschiedung, so kann „Guten Abend!“ lokal auch bedeuten, dass man dem Gegrüßten bei der Verabschiedung eine gute Nacht wünscht. Ein weiteres Beispiel ist in Bayern und Österreich „Servus!“, das sowohl für die Begrüßung als auch für die Verabschiedung gebraucht wird.
In Mittel- und Norddeutschland verbreitet (und sich zunehmend auf Süddeutschland ausdehnend) ist „Tschüss!“ oder „Adschüs!“, im Rheinland „Tschö!“.
In Berlin ist morgens ein schlichtes „Mojen!“, tagsüber „Tach!“ und zur Abendszeit „Abend!“ (oder auch „'n Abend!“ für „einen schönen guten Abend!“) gebräuchlich. Die standarddeutschen („hochdeutschen“) Begrüßungsformeln finden allerdings auch hier immer breitere Anwendung.
In Ostfriesland und Schleswig-Holstein ist „Moin!“, in Hamburg und Bremen auch in der verdoppelten Form: „moin-moin!“ eine den ganzen Tag über gültige Begrüßungsformel (möglicherweise eine Kurzform von friesisch „moi morn!“ – wörtlich übersetzt: „schönen Tag!“).
In der Schweiz, Südtirol, Österreich und in Altbayern gibt es die Gruß-Formel „bhüeti!“ oder „bhüeti Gott!“ („behüte dich Gott!“), in Österreich, Südtirol und Altbayern „pfüet di!“, „pfiat di!“ oder „pfiat di Gott!“ ausgesprochen. Parallel dazu auch „pfiat ina (Got)!“ („behüte Sie Gott!“), und „pfiat eich (Got)!“ bzw. „pfiat enk (Got)!“ („behüte euch Gott!“).

### Gesten

#### Unter gleichrangigen Personen
- Verneigung, Verbeugung demonstriert Respekt.
- Das Händeschütteln (der Handschlag) (Europa) drückt Verbundenheit auf gleicher Augenhöhe aus.

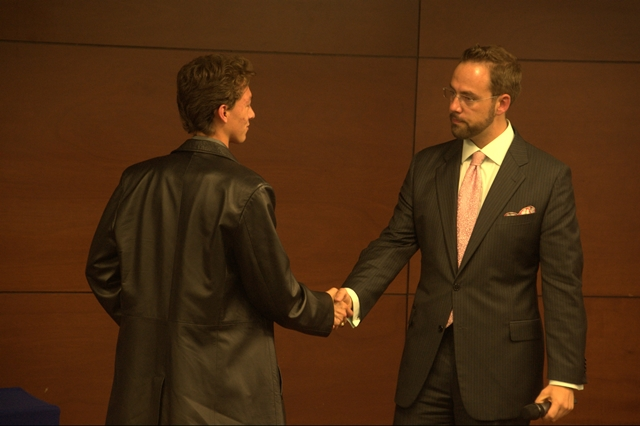
Der Handschlag

- Umarmung als gesteigerte Form, Verbundenheit zu zeigen
- Der Kuss bestätigt eine Zusammengehörigkeit in besonderem Maße
  - Abgeleitet hiervon ist der Wangenkuss bzw. das Aneinanderreiben der Wangen aus der morgenländischen Kultur.
- Das Berühren mit den Ellenbogen hat sich während der COVID-19-Pandemie als Ersatz für den Handschlag etabliert.
- Einander zuzunicken oder den Hut zu lüften, demonstriert in unterschiedlichem Maße gesellschaftliche Anerkennung unter Gleichgestellten.
- Die erhobene rechte offene Hand (den Indianern zugeschrieben) symbolisiert, dass der Grüßende friedfertig ist (keine Waffe hat).
- Das Erheben der offenen rechten Handfläche oder der Handkante zur rechten Stirnseite ist ein üblicher militärischer Gruß.
- Das Erheben der offenen rechten Hand und anschließendes Berühren des eigenen linken Oberkörpers (Herzposition) mit der rechten Faust bedeutet One Peace, One Love und ist unter Reggae-Leuten üblich.

#### Unter Personen verschiedenen Rangs
- Niederwerfung (auch: Proskynese), Fuß- und Kniefall oder die einseitige Abnahme der Kopfbedeckung symbolisieren Unterwerfung
- der männliche Diener und der weibliche Knicks symbolisieren hohen Respekt
- Hände auf unterschiedlichen Höhen (zum Gruß eines Höhergestellten: Hände oberhalb des Kopfes; bei einem Gleichgestellten: auf Kopfhöhe; bei Niedrigergestellten: unter Kopfhöhe)

Der Humanethologe Irenäus Eibl-Eibesfeldt hat aufgrund interkultureller Vergleiche auch Anhaltspunkte für angeborene Grußformen beschrieben (siehe Augengruß).

#### Sonderformen
Als weitere Grußformen haben sich u. a. entwickelt:
- als (beispielsweise kirchlichen) Segensgruß die ausgebreiteten nach vorn gestreckten Arme
- das Victory-Zeichen, gebildet durch den abgespreizten Zeige- und Mittelfinger. Es wurde durch Winston Churchill populär und zum Markenzeichen seines Siegeswillens im Kampf gegen das nationalsozialistische Deutschland.
- die demonstrativ zum Kampfesgruß erhobene geballte Faust der Arbeiterbewegung des 19. Jahrhunderts. Nach ihrer Spaltung in Kommunisten und Sozialdemokraten haben – so wird überliefert – die Kommunisten mit der rechten, die Sozialdemokraten mit der linken Faust gegrüßt. Für Anfang der 1930er ist eine Unterscheidung belegt, wonach die Kommunisten den Arm im rechten Winkel hielten mit der Faust in Kopfhöhe, während Sozialdemokraten den Arm durchstreckten.
Noch in den 1980ern trugen mehrere sozialdemokratische Parteien die Faust mit Rose als Symbol (beispielsweise die französischen Sozialisten bzw. die Jungsozialisten). Dieses Symbol wird auch heute noch von der Sozialistischen Internationale und sozialistischen Jugendorganisationen wie den Jusos in der SPD genutzt.
- Buchdrucker, Schriftsetzer, Lithographen und andere „Jünger der Schwarzen Kunst“ grüßten und grüßen sich bis in die Gegenwart sowohl mündlich als auch schriftlich mit dem Buchdruckergruß „Gott grüß die Kunst“, auf den „Gott grüße sie“ erwidert werden sollte. Beachtenswert ist, dass im Gegengruß das „sie“ klein geschrieben wird, denn es bezieht sich auf die Kunst, nicht auf den Grüßenden. Erstmals gedruckt wurde der einleitende Buchdruckergruß 1740 erwähnt.[3]
- Den Hitlergruß oder „Deutschen Gruß“ entlehnten die Nationalsozialisten dem Gruß des Faschisten Benito Mussolini, welcher wiederum seinen Gruß dem saluto romano entlehnte. Der wahrscheinlichere Ursprung ist aber die militärische „Grußform außerhalb geschlossener Gebäude ohne Kopfbedeckung“ des Kaiserreiches. Da die Kleiderordnung der Reichswehr jedoch so geändert wurde, dass außerhalb von Gebäuden und Fahrzeugen immer eine (militärische) Kopfbedeckung zu tragen sei, war diese Grußform „frei“ und wurde von den Nationalsozialisten übernommen.
- Schmiedegesellen auf der Walz werden bei Betreten der Schmiede und beim Fragen um Arbeit mit „Katzenkopf?“ begrüßt. Die richtige Antwort des Gesellen („Stück davon!“) entscheidet dann, ob er ein wirklicher Zunftgeselle oder ein ‚windiger Bruder‘ ist, also über Aufnahme oder Abweisung.[4]
- Beim Gruß der Pfadfinder werden die drei mittleren Finger der rechten Hand rechts vom Körper nach oben gestreckt, während der Daumen über dem kleinen Finger liegt und die Handinnenseite dem gegenüber zugewandt ist. Ein Handschlag erfolgt mit der jeweils linken Hand, wobei sich die Hände nicht nur mit den Daumenbeugen, sondern auch mit dem neben dem kleinen Finger liegenden Spalt zusammengefügt werden.

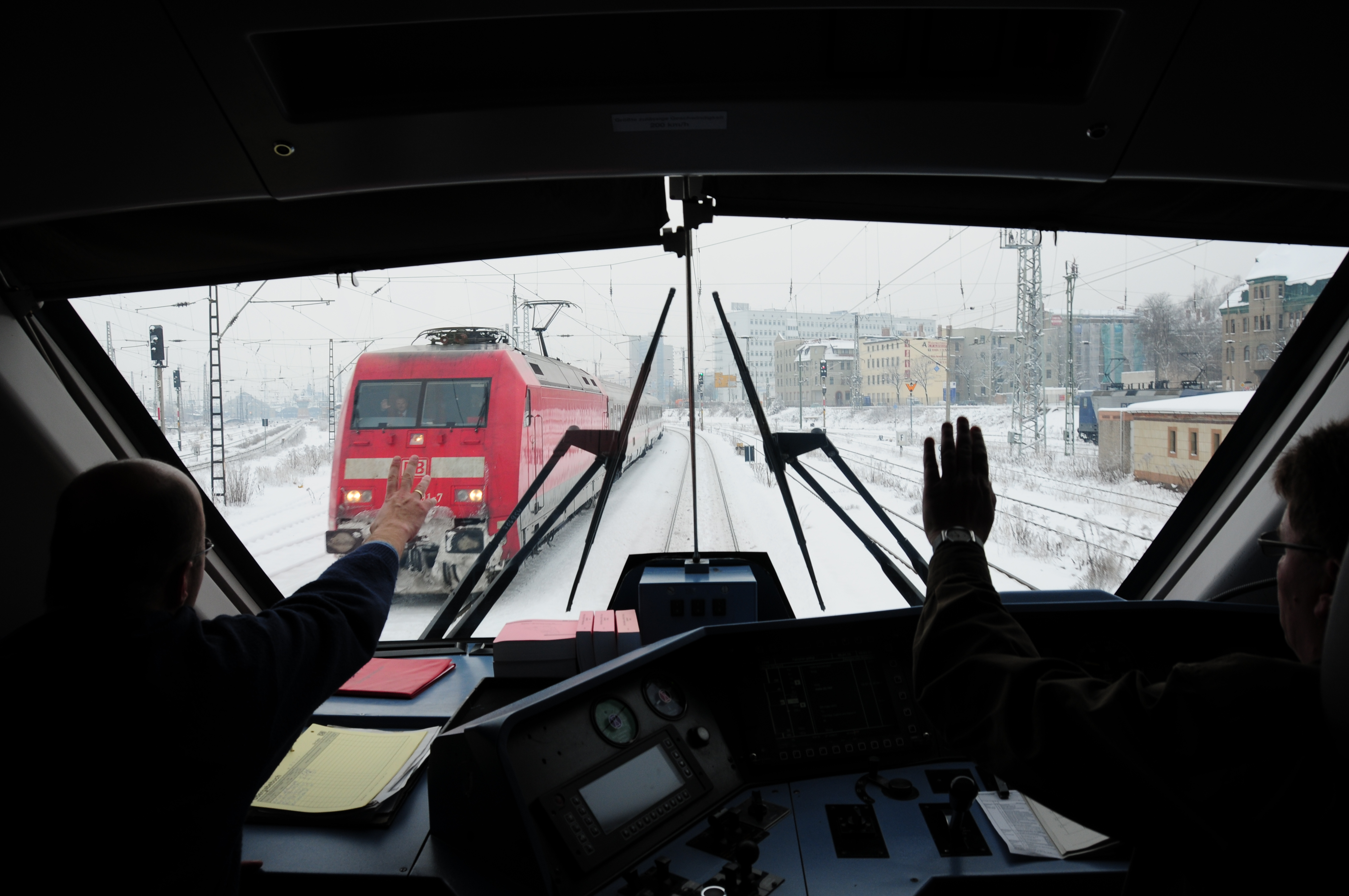
„Lokführergruß“

- Lokführer, Fahrdienstleiter, Gleisarbeiter etc., aber auch Straßenbahnführer und Buslenker zumindest desselben Unternehmens grüßen sich während der Fahrt untereinander mit einer erhobenen Hand. Ähnliches war in den 1970–1980ern unter Citroën 2CV-Fahrern üblich. In der heutigen Zeit wird das sogenannte „Lokführer-Begrüßungslicht“ verwendet, was bedeutet, dass man das Spitzensignal abblendet. Dabei wird mit einmaligem bis mehrmaligem Abblenden in kurzen Abständen der entgegenkommenden Triebfahrzeugführer gegrüßt.
- Lkw-Fahrer grüßen einander mitunter mit Scheinwerfern oder Kompressorhörnern am Kabinendach, nachts bei wenig Verkehr unter Umständen sogar über den Mittelstreifen hinweg mit andeutungsweisem Aufblenden, was den Nebeneffekt des Wachhaltens hat. Um 1980 hat man sich nach Begegnung eventuell am Rufkanal 9 des CB-Funks angerufen, sich vorgestellt, gegrüßt und kurz ein paar Worte gewechselt.
  - Weitere typische Maßnahmen von (Berufs-)Kraftfahrern dienen dagegen in erster Linie nicht dem Grüßen, sondern der Sicherheit an unübersichtlichen Stellen: Vor schlecht einsehbaren Kurven wird auf-/abgeblendet, um sich per Widerschein des Scheinwerfers anzukündigen, oder es wird auch gehupt. Postauto-Busse in der Schweiz verwendeten insbesondere auf Passstraßen ein eigenes Folgetonhorn vor Engstellen.
- Motorradfahrer grüßen sich meist durch Zeigen der linken Hand, die rechte bleibt am Gasdrehgriff und damit auch bremsbereit.
- Radfahrer grüßen sich, wenn das Wetter extrem kalt ist, die Gegend besonders einsam oder Höhe oder Steigung besonders groß sind. Auch Fahrradboten grüßen einander.
- Paddler, die sich zumindest am Bootsträger am Autodach erkennen, grüßen sich im Bereich von Flüssen, man unterstützt sich beim Flussabwärts-Auto-Überstellen.
- Bergwanderer grüßen sich in den Alpen ab 1000 Höhenmeter generell per Du.

Surfergruß

- Windsurfer (später auch Wellenreiter) grüßen sich mit ausgestrecktem Daumen und kleinem Finger („Hang Loose“)
- Rocker und Metal-Fans grüßen sich oft mit der Mano cornuta.
- Trekkies grüßen einander gern mit dem fiktiven vulkanischen Gruß: Die rechte Hand wird erhoben, die Innenfläche nach vorn, die Finger zwischen Mittel- und Ringfinger gespreizt.
- Der Nasengruß (Māori: Hongi) in Neuseeland ist eine traditionelle Begrüßung, bei der sich die Nasenspitzen der Personen berühren.
- In den östlichen Kulturen (Japan, Korea) ist die einfache Verneigung üblich, wobei zahlreiche regionale Varianten auftreten. Die Japaner legen die Hände auf die Vorderseite der Oberschenkel. In Korea werden die Hände an die Seiten gepresst oder nach hinten gekreuzt. In vielen südasiatischen und südostasiatischen Ländern (z. B. in Indien – zusammen mit dem Wort Namaste – Sri Lanka, Thailand) ist die Begrüßung und Verabschiedung durch das senkrechte Nebeneinanderlegen der Handflächen üblich (Wai).
- Der arabisch gesprochene Friedensgruß salām wird von einer leichten Verneigung begleitet, wobei die rechte Handfläche auf die Stirn gelegt wird. In einigen Gesellschaften umarmen und küssen auch Männer einander, solche Gesten zeigen jedoch einen gewissen Grad der Intimität und werden nicht mit Fremden ausgetauscht. Alle diese Gesten werden ergänzt oder vollständig ersetzt durch den Händedruck in Bereichen, wo Begegnungen mit Vertretern des Westens erfolgen.
- Aachener erkennen sich am Vorzeigen des kleinen Fingers der rechten Hand, genannt Klenkes. Dieser Gruß stammt aus der Zeit der Nadelmacher; es wurde durch Rollen mit dem Klenkes die Geradheit der gehärteten Nadeln überprüft.

Diese Verneigungen zeigen Respekt und Anerkennung des gesellschaftlichen Ranges an, aber nicht notwendigerweise Unterwerfung.

#### Unterwerfung

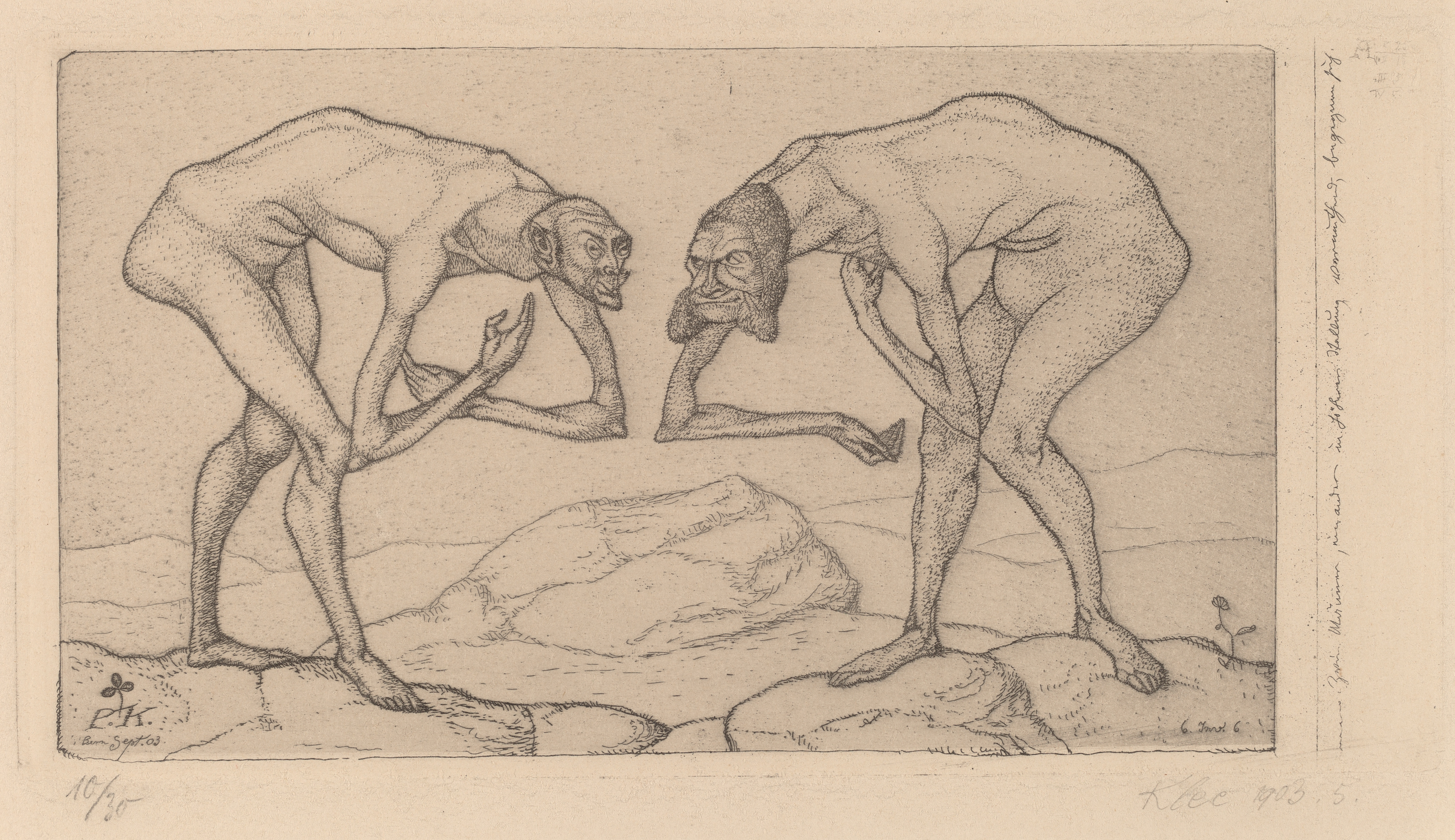
Paul Klee (1903): Zwei Männer, einander in höherer Stellung vermutend, begegnen sich

Eine Unterwerfung ist eine Geste nicht nur der Höflichkeit, sondern auch der Unterordnung. Solchen Gesten begegnet man in weniger facettierten Gesellschaften seltener; Europäer zum Beispiel reagieren heute eher mit Befremden auf ein Niederknien vor einer menschlichen Autorität. Die Unterscheidung zwischen einem formal höflichen Gruß und einer Unterwerfung fällt nicht immer leicht; beispielsweise ist die Proskynese (griechisch für „das Küssen des Bodens“) vom griechischen Forscher Herodot, 5. Jahrhundert v. Chr. überliefert:
Wenn die Perser einander auf der Straße treffen, grüßen sich Gleichrangige anstelle von Worten des Grußes, mit einem Kuss auf den Mund; Rangverschiedene küssen einander die Wange; bei großen Rangunterschieden fällt er vor ihm nieder und huldigt ihm.
Nach der Eroberung Persiens führte Alexander der Große persische Manieren auf seinem eigenen Hof ein, einschließlich des Kniefalls. Besucher, mussten sich, abhängig von ihrem Rang, niederwerfen, niederknien, oder den König küssen. Seine griechischen und makedonischen Unterworfenen begehrten gegen diese Praxis auf, da sie diese für sie religiösen Rituale als allein den Göttern zustehend betrachteten.
In Ländern mit vornehmer höfischer Gesellschaft ist das Verneigen vor Adel und Königshaus üblich, wobei die Verneigung stehend erfolgt. Im Westen verneigen sich Frauen nicht, sondern vollführen einen Knicks, wobei ein Fuß und der gesamte Körper zurückbewegt und gesenkt wird, während man den Kopf neigt.
Differenziertere Unterwerfungsgesten verwendete man in formalisierteren Gesellschaften. Der 叩頭 Kotau (kantonesisch, wörtlich „den Kopf stoßen“) im Kaiserreich China war ein Zeichen tiefer Verehrung. Dabei wird der Kopf so weit gesenkt, dass er den Boden berührt: Man beginnt mit dem Niederknien, setzt sich zurück auf die Fersen, bewegt die Hände über Schenkel und Knie zum Fußboden und bewegt den nach unten geneigten Körper nach vorn. Ob der Kopf gebeugt wird oder nicht, spiegelt zudem den Grad der Unterordnung wider – in der Kriegskunst zum Beispiel bleibt der Kopf gehoben, in religiösen Zeremonien berührt die Stirn den Boden.
In vielen Kampfsportarten wird als Teil der Etikette vor Beginn eines Trainings oder eines Wettbewerbes angegrüßt, in Gruppen grüßen die niedrigeren Grade den höchsten Gürtelträger durch eine Verbeugung.

### Religiöser Gruß
Viele Gläubige knien während des Gebets; Katholiken, teilweise Anglikaner vollziehen eine Kniebeuge: Das rechte Knie gebeugt berühren sie als Zeichen der Anbetung Gottes den Boden. In manchen Fällen wird auch ein hoher kirchlicher Würdenträger (Papst, Bischof) als Gesandter Gottes mit einer Kniebeuge begrüßt, dann allerdings mit dem linken Knie – um den Unterschied zur Verehrung Gottes deutlich zu machen. In orthodoxen Kirchen findet sich statt der Kniebeuge die sogenannte kleine Metanie, eine Verneigung, bei der der Gläubige mit einer Hand den Boden berührt. Während des islamischen Gebets wird eine kniende Verneigung vollzogen: der sujud, bei dem Stirn, Nase, Hände, Knie und Zehen den Boden berühren.
In der byzantinischen Liturgie ist das Stehen mit herabfallenden Händen die Gebetshaltung schlechthin; es drückt zugleich die Ehrerbietung gegenüber Gott und die Würde des Beters als durch die Taufe erlösten und erhöhten Menschen aus. Evangelische und katholische Christen erheben sich während des Gottesdienstes beim Hören des Evangeliums und beim Sprechen des Vater unser.

### Militärischer Gruß
Ein militärischer Gruß dient in der Tradition der meisten Streitkräfte sowie in anderen militärisch organisierten oder uniformierten Institutionen als gegenseitige Ehrbezeugung. Er wird international auf ähnliche Weise ausgeführt, wobei Einzelheiten von Nation zu Nation variieren.

### Maritimer Gruß
Schiffe begrüßen sich durch Dippen der Nationalflagge – am Fahnenmast halb herunterlassen und wieder hissen. Siehe auch: ahoi.

## Nichtpersönliche Kontakte
In Telefonaten, Briefen, Telegrammen u. ä. werden nur mündliche oder z. T. auch bildliche Grüße übermittelt.

### Mündlich

#### Standesgrüße
In Verbindung mit Heil stehen oft Standesgrüße wie „Berg Heil!“ (Kletterer), „Petri Heil!“ (Angler) und „Waidmanns Heil!“ (Jäger). Darauf antwortet man jeweils mit „… Dank!“, also „Petri Dank!“ usw. Während der Zeit des Nationalsozialismus war die Begrüßung mit „Heil Hitler!“ allgemein üblich.
| Gruppe                       | Gruß |
| ---------------------------- | --- |
| Amateurastronomen            | Clear Skies! |
| Angler, Fischer              | Petri Heil! |
| Ballonfahrer                 | Glück ab, gut Land! |
| Ballsportler (z. B. Fußball) | Ball hoi! / Ball Heil |
| Bergleute, Höhlenforscher    | Glück auf! |
| Bergsteiger, Kletterer       | Berg Heil!, Berg frei! |
| Billardspieler               | Gut Stoß! |
| Bogenschützen                | Alle ins Blatt!, Alle ins Gold!, Alle ins Kill! |
| Bowler                       | siehe Kegler |
| Computerspieler              | Good luck! (gl), Have fun! (hf), Good game! (gg), auch in Kombination: Good luck, have fun! (glhf) Bei Spielern von Rollenspielen und Shootern auch Good luck, good hunt (glgh) |
| Dartspieler                  | Good Darts! |
| Fallschirmspringer           | Glück ab!, Blue Skies and safe landings! (kurz: Blue Skies!) |
| Feuerwehrleute               | Gut Schlauch!, Gut Wehr!, Gut Heil! (in Teilen Österreichs) |
| Flieger                      | Holm- und Rippenbruch!, Hals- und Beinbruch!, Glück ab, gut Land!, Happy Landings                                                                                               |
| Fotografen                   | Gut Licht! |
| Funkamateure                 | 73 |
| Geocacher                    | Happy Hunting! |
| Gießer                       | Glück auf! |
| Golfer                       | Schönes Spiel! |
| Jäger                        | Weidmanns!, Waidmanns Heil!, Horrido!, Halali (Jagd)! |
| Kegler                       | Gut Holz! |
| Kommunisten                  | Freiheit! Freundschaft! Rotfront! |
| Miniaturgolfer               | Gut Schlag! |
| Müller                       | Glück zu! |
| Naturfreundebewegung         | Berg Frei! |
| Paddler                      | Patschnass! |
| Pfadfinder                   | Gut Pfad!, Wölflinge: Allzeit bereit! |
| Pilzesammler, Pilzesucher    | Antonius heil!, Antonius behüt'!, Korb voll! |
| Radfahrer                    | Kette rechts!: All Frei! (Arbeiterradfahrer) |
| Ruderer                      | Skull- und Dollenbruch! |
| Sänger                       | Lied hoch! |
| Schiedsrichter               | Gut Pfiff! |
| Schornsteinfeger             | Gut Schorn! |
| Schützen                     | Gut Schuss!, Schützenheil! |
| Schwimmer                    | Gut Nass! |
| Segler                       | Mast- und Schotbruch!, Goden Wind, immer ’ne Handbreit Wasser unter’m Kiel! |
| Schafkopfspieler             | Guats Blatt! |
| Schriftsetzer, Drucker       | Gott grüß die Kunst! [Antwort: Gott grüße sie!] |
| Skatspieler                  | Guts Blatt! |
| Skifahrer                    | Ski Heil!, Hals- und Beinbruch! |
| Sportler (allgemein)         | Gut Sport!, Sport frei! (DDR/heute noch weit verbreitet in Ostdeutschland) |
| Taubenzüchter                | Gut Flug! |
| Taucher                      | Gut Luft!, Gut Nass! |
| Turner                       | Gut Heil! |
| Wanderer                     | Frisch auf! |

#### Begrüßung in Telefongesprächen
Eine besondere Form der Begrüßung zeigt sich in Telefongesprächen. Im europäischen Raum lassen sich unterschiedliche Begrüßungsformeln finden mit denen sich der Angerufene meldet.
Allgemein unterscheidet man zwischen fünf verschiedenen Formeln:
- „Hallo“
- „Ja“
- Nummer
- Name
- Formel

Die Verbreitung dieser Formeln ist unterschiedlich und hängt stark von Situation und Umfeld ab. Ein bedeutender Unterschied zeigt sich im Vergleich von geschäftlichen und privaten Telefongesprächen.
„Hallo“ und „ja“ sind pan-europäisch zu finden, wohingegen das Nennen der Nummer eher geringere Anwendung findet (z. B. in Großbritannien).
In Deutschland, Österreich oder der Schweiz ist es sowohl in geschäftlichen als auch in privaten Telefongesprächen üblich, dass der Angerufene zuerst seinen Namen nennt. Im Rahmen eines geschäftlichen Telefongesprächs zeigt es sich als ratsam zuerst den Namen der Firma zu nennen, dann den eigenen Namen und anschließend eine Grußformel (z. B. „Guten Tag!“). Auf diese Art und Weise erhält der Anrufer alle wichtigen Informationen über seinen Gesprächspartner. In anderen europäischen Ländern ist diese Begrüßungsform dagegen eher dem geschäftlichen Raum vorbehalten.
In südeuropäischen Ländern oder auch in den Niederlanden oder Polen verwendet der Angerufene sehr häufig spezielle Formeln. Einige Beispiele wären hier
- „Pronto!“ („Bereit!“) in Italien,
- „Díga (me)!“ („Sprechen Sie (zu mir)!“) in Spanien oder
- „έλα!“, ausgesprochen [ella], („Ja, bitte!“) in Griechenland.

### Schriftlich

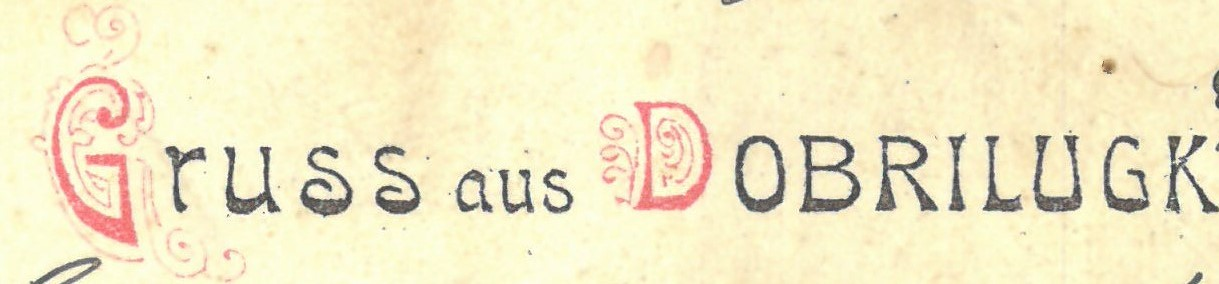
Grußformel auf einer Postkarte von 1906

Im Schriftdeutsch werden Grußformeln verwendet
- zu Beginn etwa „Sehr geehrte Damen und Herren“, „Sehr geehrter Herr Direktor“, „Werte(r) …“, „Liebe(r) …“ oder „Hallo“
- zum Ende etwa „Mit freundlichen Grüßen“, „Hochachtungsvoll“, „Viele Grüße“ oder „Liebe Grüße“.

Vor allem bei E-Mails, im Chat und bei SMS werden Emoticons verwendet, um Grüße zu übermitteln.
Tageszeitspezifische Formeln wie „Guten Abend“ sind im klassischen Schriftdeutsch unüblich. Beispielsweise in E-Mails werden sie durchaus verwendet, wenn der Absender annehmen darf, dass der Empfänger die Nachricht zur genannten Tageszeit lesen wird.

## Sprachwissenschaftlicher Hintergrund
Aufgrund der Tatsache, dass Grußformeln in der Regel paarweise vorkommen, werden in der Sprachwissenschaft zwei Formen unterschieden – die kopierte Grußform und die Komplementärform. Anzuführen ist zudem eine dritte Form, die sogenannte Komplementär-Kopie-Formel.

### Die kopierte Grußform
Ein Beispiel für eine kopierte Grußform:
Der Grüßende nutzt beispielsweise die Grußform „Guten Tag“ und der Gegrüßte antwortet mit einem „Guten Tag“.
Ohne jegliche Abänderung wiederholt der Gegrüßte die Form, die der Grüßende verwendet hat – er kopiert sie. Im europäischen Raum beinhalten kopierte Grußformen meist Tageszeiten (vgl. „Guten Morgen“, „Guten Abend“, „Gute Nacht“).
Mitunter wird dieses Kopieren auch bewusst angemerkt. Etwa als: „Ich sag(e) auch: Guten Morgen!“ oder „Guten Morgen, auch!“

### Die Komplementärform
Ein Beispiel für eine Komplementärform:
Der Grüßende nutzt beispielsweise als Gruß: „Wie geht es dir?“ und der Gegrüßte antwortet mit „Gut – und dir?“.
Zu beachten ist hierbei, dass zum einen der Grüßende mit seinen Worten nicht zwangsläufig nach der Gesundheit seines Gegenübers fragt und über dessen Befinden eine Auskunft erhalten möchte. Zum anderen enthält die Antwort des Gegrüßten nicht immer die Wahrheit, d. h. der Gegrüßte würde auch dann mit „Gut.“ antworten, wenn dies nicht zutrifft.

### Die Komplementär-Kopie-Formel
Da diese Formel hauptsächlich in Nordamerika, Lateinamerika und Australien genutzt wird, wird hier ein englischsprachiges Beispiel einer Komplementär-Kopie-Formel verwendet:
Der Grüßende nutzt beispielsweise als Gruß: „How do you do?“ und der Gegrüßte antwortet mit „How do you do?“ (Betonungsmuster bei beiden gleich).
Bei dieser Art der Begrüßung wird die Grußform kopiert und der Grüßende verwendet keine Grußform, die eine Tageszeit beinhaltet. Hierbei liegt bei beiden Gesprächspartnern keine Intention darin, Informationen über die Gesundheit des anderen zu erfahren. Somit rückt der eigentliche Inhalt der Frage völlig außer Acht – ein Vorgang, der als Pragmatikalisierung bekannt ist. (Siehe auch: Howdy)

## Belege
1. ↑  AKM Onlineservice: Knigge Begrüßung und Grüßen, richtige Grußregeln, Reihenfolge beim Grüßen (Memento vom 2. April 2015 im Internet Archive)
2. ↑  vgl. Thomas Schäfer-Elmayer: Früh übt sich - und es ist nie zu spät. Gutes Benehmen für Groß und Klein. Ecowin Verlag, Salzburg, 2006, S. 74
3. ↑  Die so nöthig als nützliche Buchdruckerkunst und Schriftgießerey, mit ihren Schriften, Formaten und allen dazu gehörigen Instrumenten abgebildet auch klärlich beschrieben, und nebst einer kurzgefaßten Erzählung vom Ursprung und Fortgang der Buchdruckerkunst, überhaupt, insoderheit von den vornehmsten Buchdruckern in Leipzig und andern Orten Teutschlandes im 300 Jahre nach Erfindung derselben ans Licht gestellet. Mit einer Vorrede Herrn Johann Erhard Kappens, Prof. Eloqu. Publ. in Leipzig und des großen Fürsten-Collegii Collegiatens daselbst. Vier Theile. Leipzig, bey Christian Friedrich Geßner. 1740 (Digitalisat und Volltext im Deutschen Textarchiv), 40, 41, 45.
4. ↑  Katzenkopf - Stück davon! Innung für Metalltechnik Köln, abgerufen am 4. April 2016. – Diese Erkennungsriten sind oft, aber nicht immer Grüße; ein wandernder Töpfergeselle musste im Zweifel einen Krug henkeln; usf.
5. ↑  Michael Kunzler: „Wir haben das wahre Licht gesehen.“ Einführung in Geist und Gestalt der byzantinischen Liturgie. Trier 1991, S. 67f.
6. 1 2  Grzega, Joachim. Europas Sprachen und Kulturen im Wandel der Zeit – Eine Entdeckungsreise. Tübingen: Stauffenburg Verlag. 2012.
7. ↑  http://www.wirtschaftsdeutsch.de/lehrmaterialien/telefon8.pdf (1. August 2012)
8. ↑  Coulmas, Florian. Rezeptives Sprachverhalten: eine theoretische Studie über Faktoren des sprachlichen Verstehensprozesses. Hamburg: Buske. 1977.
9. ↑  Mroczynski, Robert. Grammatikalisierung und Pragmatikalisierung: zur Herausbildung der Diskursmarker wobei, weil und ja im gesprochenen Deutsch. Tübingen: Stauffenburg Verlag. 2012.